# If You're Feeling Sinister: Live at the Barbican
If You're Feeling Sinister: Live at the Barbican es un álbum en directo de la banda de música pop escocesa Belle and Sebastian.

## Producción
El álbum fue grabado en directo el 25 de septiembre de 2005 en la sala Barbican Centre de Londres. Consiste en la interpretación íntegra en directo del álbum de 1996, If You're Feeling Sinister, y formó parte de un proyecto solidario organizado por All Tomorrow's Parties a beneficio de los dagnificados por el Terremoto del océano Índico de 2004. El álbum fue lanzado exclusivamente en iTunes el 6 de diciembre de 2005. 

## Lista de canciones
1. «The Stars of Track and Field»   	(5:02)
2. «Seeing Other People»   	(3:57)
3. «Me and the Major»   	(4:01)
4. «Like Dylan in the Movies»   	(4:25)
5. «The Fox in the Snow»   	(4:22)
6. «Get Me Away From Here, I’m Dying»   	(4:04)
7. «If You’re Feeling Sinister»   	(6:07)
8. «Mayfly»   	(3:50)
9. «The Boy Done Wrong Again»   	(4:22)
10. «Judy and the Dream of Horses»   	(4:49)